# Kijowiec-Szyszynek
Kijowiec-Szyszynek (do 2012 Szyszynek) – część wsi Kijowiec w Polsce, położona w województwie wielkopolskim, w powiecie konińskim, w gminie Ślesin.
W latach 1975–1998 Kijowiec-Szyszynek należał administracyjnie do województwa konińskiego.